# Grand Prix automobile de Grande-Bretagne 1959
GP précédent GP suivant
Le Grand Prix de Grande-Bretagne 1959 (XIIth British Grand Prix), disputé sur le circuit d'Aintree le 18 juillet 1959, est la quatre-vingtième épreuve du championnat du monde de Formule 1 courue depuis 1950 et la cinquième manche du championnat 1959.

## Contexte avant la course

### Le championnat du monde
Pratiquement inconnu du grand public un an plus tôt, Jack Brabham a été en quelques courses propulsé sur le devant de la scène. Sa victoire hors championnat lors de l'International Trophy a été bientôt suivie d'un succès au Grand Prix de Monaco puis d'une seconde place aux Pays-Bas et d'une troisième à Reims sur un circuit pourtant peu favorable à sa modeste Cooper à moteur central arrière ; à mi-saison, le discret pilote australien, qui a largement contribué à l'évolution et à la mise au point de sa monoplace, est donc en tête du classement des pilotes devant le Britannique Tony Brooks, victorieux en France, mais qui en raison des grèves touchant l'industrie italienne ne pourra piloter son habituelle Ferrari devant son public. Ayant manqué d'un point le titre mondial en 1958 face au regretté Mike Hawthorn, Stirling Moss était largement favori à l'orée de cette saison mais ses trois premières courses se sont soldées par trois abandons et ses dix-sept points de retard au championnat ont grandement hypothéqué ses chances de succès final.

### Le circuit

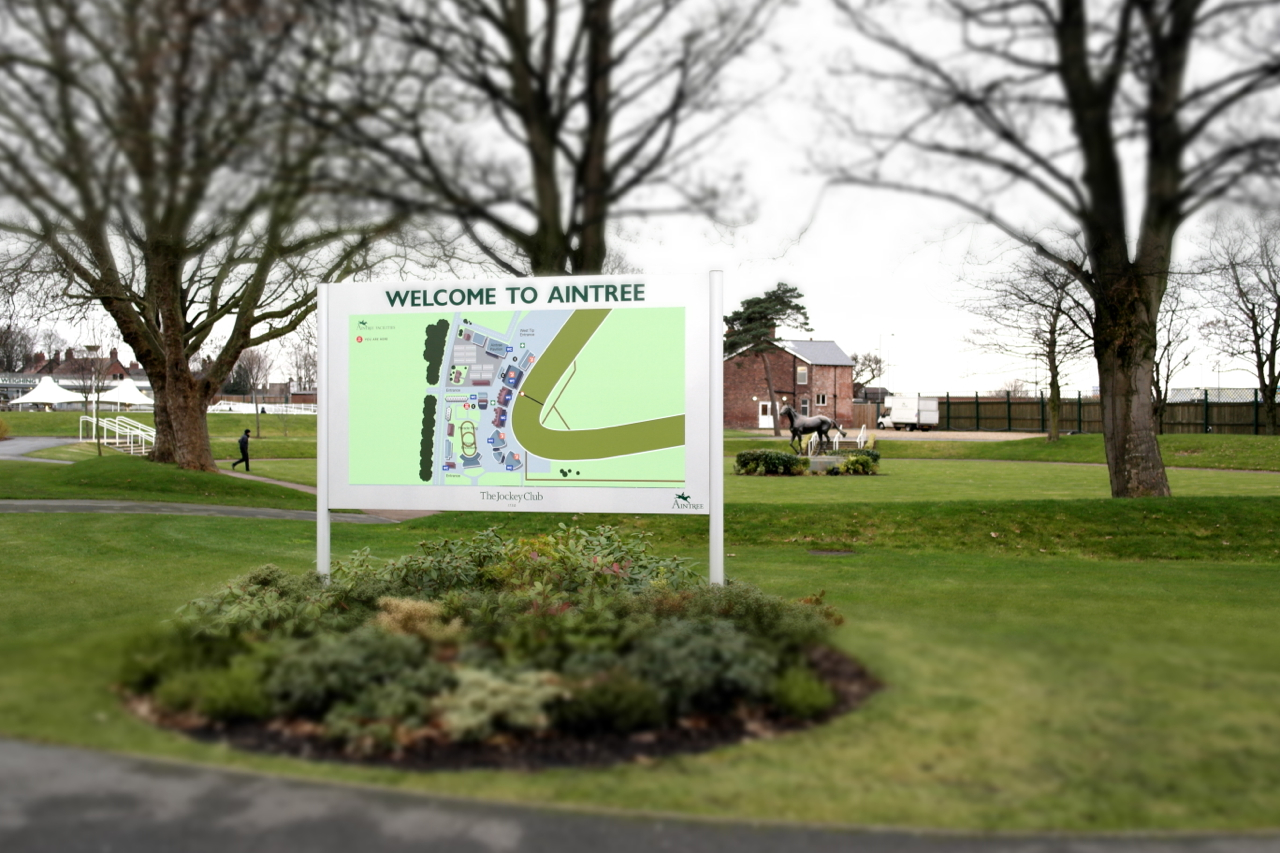
Le circuit est construit sur le site de l'hippodrome d'Aintree.

Célèbre pour ses courses de chevaux, la ville d'Aintree, proche de Liverpool a inauguré son autodrome en 1954 au sein même de son complexe hippique. Sinueuse, cette piste de 4,8 kilomètres offre une excellente visibilité aux pilotes et aux spectateurs. C'est la troisième fois que le circuit accueille une épreuve du championnat du monde, Stirling Moss s'étant imposé lors des deux éditions précédentes : en 1955 sur Mercedes-Benz puis en 1957 sur Vanwall après avoir relayé son coéquipier Tony Brooks et fixé le record de la piste à 144,6 km/h de moyenne.

## Monoplaces en lice

### Formule 1
- Cooper T51 "Usine"

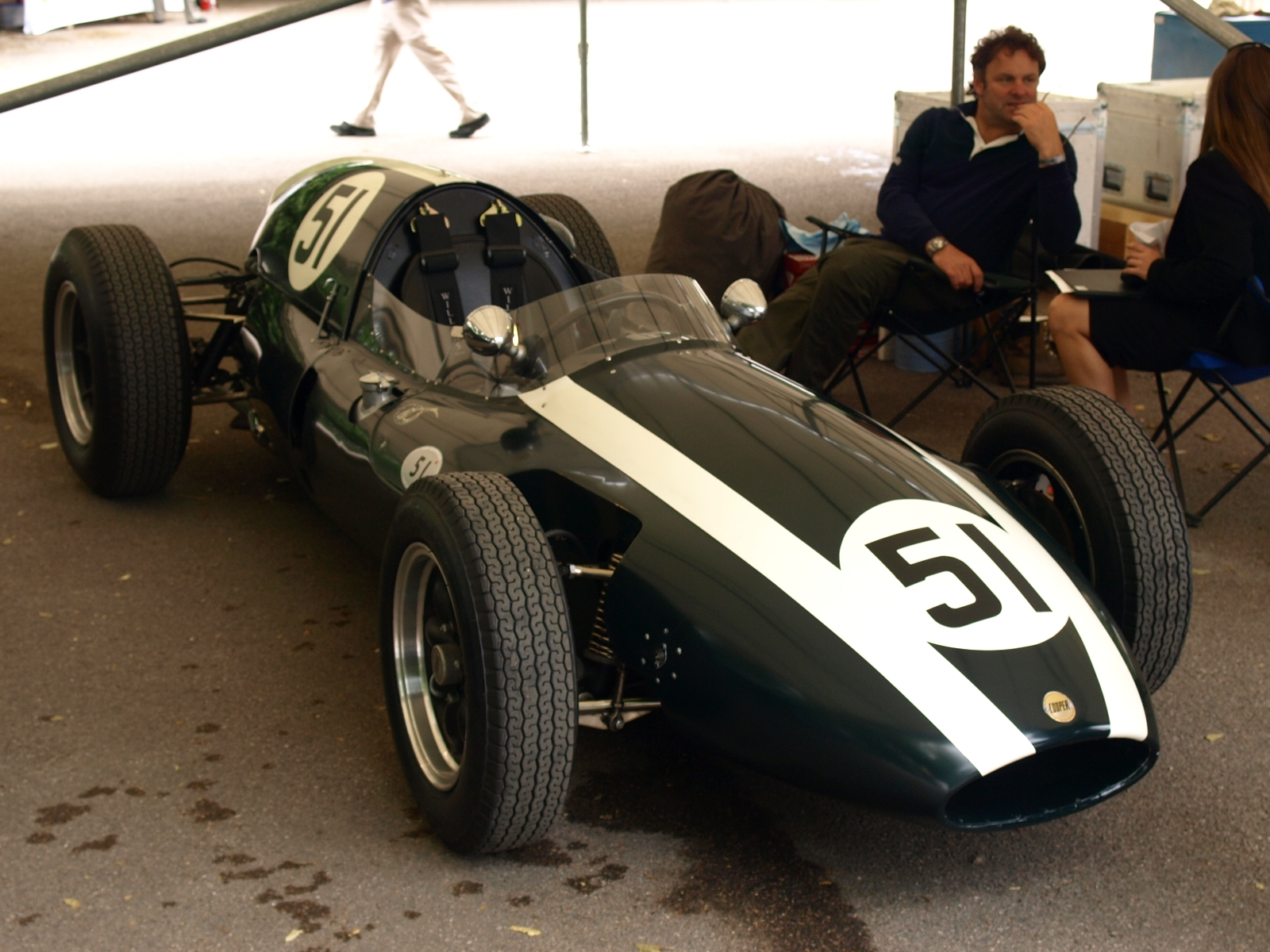
La Cooper T51, à moteur central arrière de près de 240 chevaux dans sa dernière version.

Comme à Reims, John Cooper aligne trois T51 à moteur central arrière pour Jack Brabham, Masten Gregory et Bruce McLaren. Elles disposent désormais de la toute dernière évolution MKII du moteur Coventry Climax FPF de 2495 cm3, équipée d'une nouvelle culasse. Ce bloc développe à présent 239 chevaux à 6 750 tr/min, contre 220 pour la précédente version MKI. La boîte de vitesses Citroën ERSA, dérivée de celle des Traction Avant, est à quatre rapports. Déjà redoutables sur les circuits sinueux, ces monoplaces de 485 kg peuvent maintenant tenir la dragée haute à leurs concurrentes sur la plupart des tracés. L'usine est épaulée par l'équipe de Rob Walker, qui dispose également d'une T51 à moteur Climax, mais avec boîte de vitesses Colotti à cinq rapports. Cette voiture est confiée à Maurice Trintignant. La Scuderia Centro Sud a engagé deux T51 équipées d'un moteur quatre cylindres Maserati pour le Britannique Ian Burgess et l'Allemand Hans Herrmann, tandis que Jack Fairman dispute son épreuve nationale sur la T45 à moteur Climax MKI engagée par High Efficiency Motors.
- BRM P25 "Usine"

Le constructeur de Bourne a engagé trois P25 pour Joakim Bonnier, Harry Schell et Ron Flockhart. Stirling Moss pilote également une voiture de la marque, engagée par l'écurie British Racing Partnership que dirige son père Alfred. Dans sa dernière évolution, la P25 développe environ 260 chevaux pour un poids de 550 kg. Après plusieurs années de mise au point, cette monoplace possède un comportement très sain et sa finesse de ligne lui confère une bonne vitesse de pointe.
- Aston Martin DBR4 "Usine"

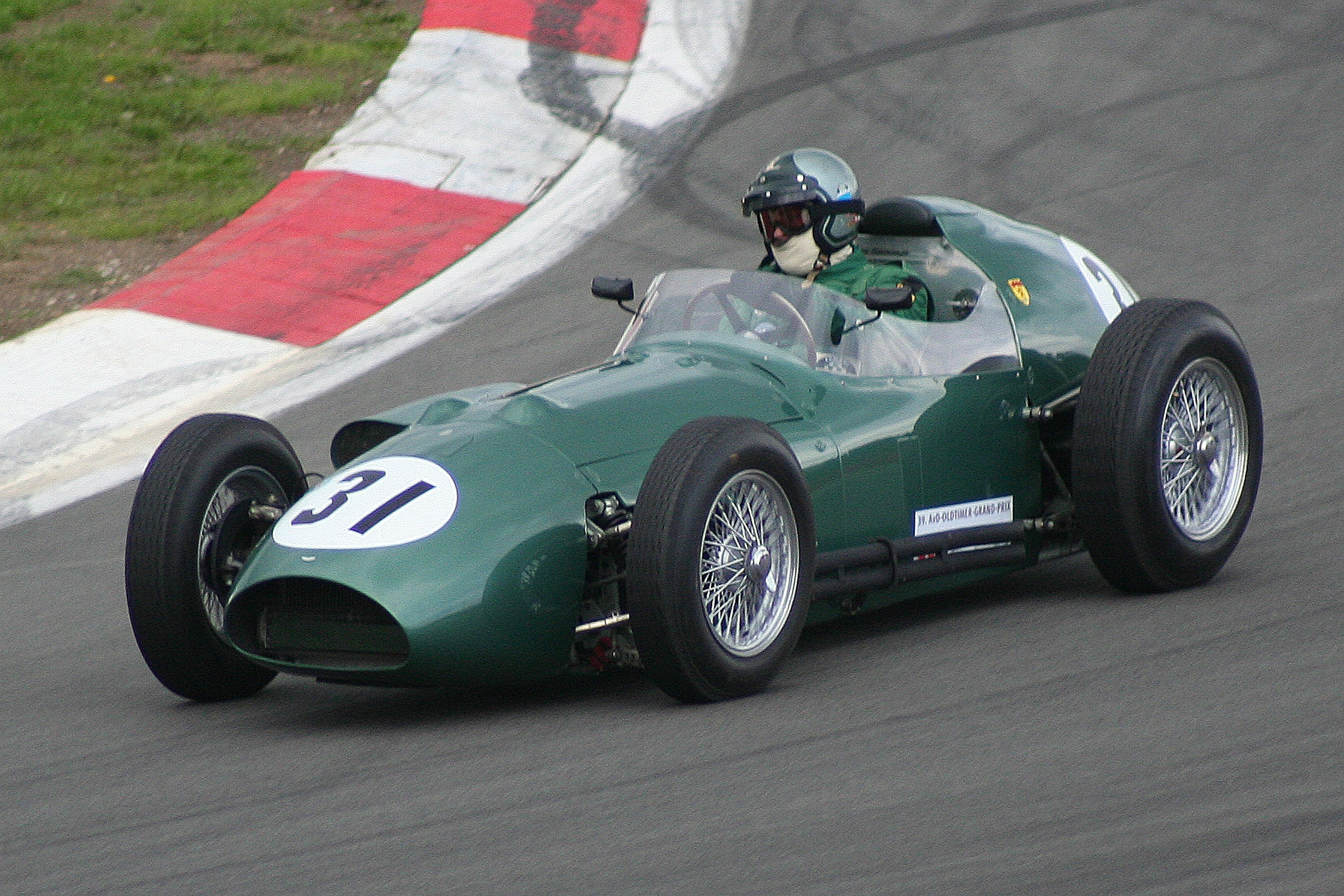
L'Aston Martin DBR4, de conception très classique (ici lors d'une course historique).

La décevante prestation des DBR4 à Zandvoort avait amené la marque britannique à faire l'impasse sur le Grand Prix de France pour mieux préparer son épreuve nationale. C'est donc avec des objectifs revus à la hausse que Roy Salvadori et Carroll Shelby s'alignent à Aintree. Pesant 575 kg, la DBR4/250 est animée par un moteur six cylindres de 280 chevaux.
- Vanwall VW "Usine"

Malgré sa décision d'arrêter son programme sportif fin 1958, Tony Vandervell avait maintenu un service course et fait évoluer ses monoplaces. Deux des châssis utilisés la saison passée ont été modifiés, bénéficiant d'une cure d’allègement et d'un abaissement du bloc moteur ayant permis d'affiner la carrosserie. Le forfait des Ferrari en Grande-Bretagne ayant libéré Tony Brooks, l'ex-pilote Vanwall va ainsi pouvoir effectuer une pige pour son ancien employeur et défendre ses chances au championnat. Malgré ses 280 chevaux pour moins de 550 kg et son freinage particulièrement efficace, la dernière évolution de la Vanwall risque d'être à court de mise au point, n'ayant accompli jusqu'alors qu'un galop d'essais à Silverstone aux mains de Stirling Moss.
- Lotus 16 "Usine"

Surnommées « mini Vanwall », les Lotus 16 conçues par Colin Chapman sont très compactes et ne pèsent que 450 kg. Comme les Cooper d'usine, elles sont équipées du moteur Climax FPF, mais disposé à l'avant, et dans sa version MK1 de 220 chevaux. Malgré un rapport poids/puissance très favorable, les « Type 16 » n'ont jamais obtenu de résultat probant, ces voitures se révélant fragiles et délicates à piloter. Deux voitures ont été engagées par l'usine pour Graham Hill et Innes Ireland, Alan Stacey étant inscrit comme pilote de réserve.
- Maserati 250F

Malgré sa conception ancienne, la 250F (moteur six cylindres en ligne, 270 chevaux), continue à être utilisée par des écuries privées et de nombreux pilotes amateurs, surtout dans les courses hors championnat. Tout comme au Grand Prix de France, le pilote brésilien Fritz d'Orey dispose d'une des voitures de la Scuderia Centro Sud.
- JBW Typ1

La firme artisanale JBW débute en championnat du monde avec son modèle Typ1, fortement inspiré de la Cooper T45, et équipé d'un moteur de Maserati 250S. La voiture est pilotée par Brian Naylor, l'un des deux fondateurs de la marque.
- Connaught B

Bruce Halford s'aligne sur une ancienne Connaught Type B à moteur quatre cylindres Alta, engagée par John Fisher.

### Formule 2
- Cooper T51 & T45

La plupart des pilotes de Cooper F2 font confiance au moteur Climax FPF de 1500 cm3, développant 141 chevaux à 7300 tr/min. L'écurie BRP d'Alfred Moss utilise quant à elle des moteurs Borgward à double arbre à cames en tête, seize soupapes et injection directe Bosch, plus puissants (160 chevaux). Les Cooper-Borgward se sont récemment imposées à Reims et à Rouen aux mains de Stirling Moss. Chris Bristow et Ivor Bueb représentent BRP pour cette course et sont favoris de leur catégorie, face à Henry Taylor, meilleur représentant des versions Climax.
- Lotus 16 & 12

Les Lotus F2 utilisent également le moteur Climax FPF. David Piper pilote la « Type 16 » engagée par Dorchester Service Station, tandis que Dennis Taylor s'aligne sur sa « Type 12 » personnelle.
- Fry

Mike Parkes pilote la Fry F2 avec laquelle il a obtenu quelques places d'honneur en 1958. Cette voiture dispose aussi du moteur Climax 1500.

## Coureurs inscrits
| no | Pilote                    | Écurie                     | Constructeur | Modèle            | Moteur             | Pneumatiques |
| -- | ------------------------- | -------------------------- | ------------ | ----------------- | ------------------ | ------------ |
| 2  | Roy Salvadori             | David Brown Corporation    | Aston Martin | Aston Martin DBR4 | Aston Martin L6    | A            |
| 4  | Carroll Shelby            | David Brown Corporation    | Aston Martin | Aston Martin DBR4 | Aston Martin L6    | A            |
| 6  | Stirling Moss             | British Racing Partnership | BRM          | BRM P25           | BRM L4             | D            |
| 8  | Harry Schell              | Owen Racing Organisation   | BRM          | BRM P25           | BRM L4             | D            |
| 10 | Joakim Bonnier            | Owen Racing Organisation   | BRM          | BRM P25           | BRM L4             | D            |
| 12 | Jack Brabham              | Cooper Car Company         | Cooper       | Cooper T51        | Coventry Climax L4 | D            |
| 14 | Masten Gregory            | Cooper Car Company         | Cooper       | Cooper T51        | Coventry Climax L4 | D            |
| 16 | Bruce McLaren             | Cooper Car Company         | Cooper       | Cooper T51        | Coventry Climax L4 | D            |
| 18 | Maurice Trintignant       | Rob Walker Racing Team     | Cooper       | Cooper T51        | Coventry Climax L4 | D            |
| 20 | Tony Brooks               | Vandervell Products        | Vanwall      | Vanwall VW5       | Vanwall L4         | D            |
| 22 | Ian Burgess               | Scuderia Centro Sud        | Cooper       | Cooper T51        | Maserati L4        | D            |
| 24 | Hans Herrmann             | Scuderia Centro Sud        | Cooper       | Cooper T51        | Maserati L4        | D            |
| 28 | Graham Hill               | Team Lotus                 | Lotus        | Lotus 16          | Coventry Climax L4 | D            |
| 30 | Innes Ireland Alan Stacey | Team Lotus                 | Lotus        | Lotus 16          | Coventry Climax L4 | D            |
| 34 | Bruce Halford             | John Fisher                | Connaught    | Connaught B       | Alta L4            | D            |
| 36 | Brian Naylor              | JB Naylor                  | JBW          | JBW Typ1          | Maserati L4        | D            |
| 38 | Jack Fairman              | High Efficiency Motors     | Cooper       | Cooper T45        | Coventry Climax L4 | D            |
| 40 | Fritz d'Orey              | Scuderia Centro Sud        | Maserati     | Maserati 250F     | Maserati L6        | D            |
| 42 | Ron Flockhart             | Owen Racing Organisation   | BRM          | BRM P25           | BRM L4             | D            |
| 44 | Trevor Taylor             | Ace Garage                 | Cooper       | Cooper T51 (F2)   | Coventry Climax L4 | D            |
| 46 | Ivor Bueb                 | British Racing Partnership | Cooper       | Cooper T51 (F2)   | Borgward L4        | D            |
| 48 | Chris Bristow             | British Racing Partnership | Cooper       | Cooper T51 (F2)   | Borgward L4        | D            |
| 50 | Mike Taylor               | Equipe Alan Brown          | Cooper       | Cooper T45 (F2)   | Coventry Climax L4 | D            |
| 52 | Peter Ashdown             | Equipe Alan Brown          | Cooper       | Cooper T45 (F2)   | Coventry Climax L4 | D            |
| 54 | Keith Greene              | Gilby Engineering          | Cooper       | Cooper T45 (F2)   | Coventry Climax L4 | D            |
| 56 | Bill Moss                 | United racing Stable       | Cooper       | Cooper T51 (F2)   | Coventry Climax L4 | D            |
| 58 | Henry Taylor              | RHH Parnell                | Cooper       | Cooper T51 (F2)   | Coventry Climax L4 | D            |
| 60 | Mike Parkes               | David Fry                  | Fry          | Fry (F2)          | Coventry Climax L4 | D            |
| 62 | Dennis Taylor             | Privé                      | Lotus        | Lotus 12 (F2)     | Coventry Climax L4 | D            |
| 64 | David Piper               | Dorchester Service Station | Lotus        | Lotus 16 (F2)     | Coventry Climax L4 | D            |
| 66 | Tim Parnell               | RHH Parnell                | Cooper       | Cooper T45 (F2)   | Coventry Climax L4 | D            |

## Qualifications
Les essais qualificatifs se déroulent les jeudi et vendredi précédant la course. La première journée se déroule entièrement sous la pluie aussi aucune performance significative ne peut-elle être établie. La matinée du vendredi n'est guère plus favorable mais en début d'après-midi une accalmie va permettre à la piste de sécher quelque peu. Deux heures plus tard la trajectoire est totalement sèche et Jack Brabham, très à l'aise sur sa Cooper, domine ses adversaires, tournant régulièrement en moins de deux minutes. Il termine ses essais après avoir réalisé un tour en 1 min 58 s (147,3 km/h), un temps que ses adversaires ne parviendront pas à approcher, à l'exception de Roy Salvadori qui, au volant de son Aston Martin va égaler en fin de séance la performance de l'Australien. Derrière, les vétérans Harry Schell (BRM) et Maurice Trintignant (Cooper), à égalité, se sont imposés au reste du peloton mais ont tout de même concédé plus d'une seconde au temps de référence. Alternant entre les deux châssis Vanwall mis à sa disposition, Tony Brooks n'a pu rivaliser avec les autres monoplaces britanniques, relégué à près de sept secondes et battu par la Formule 2 de Chris Bristow !

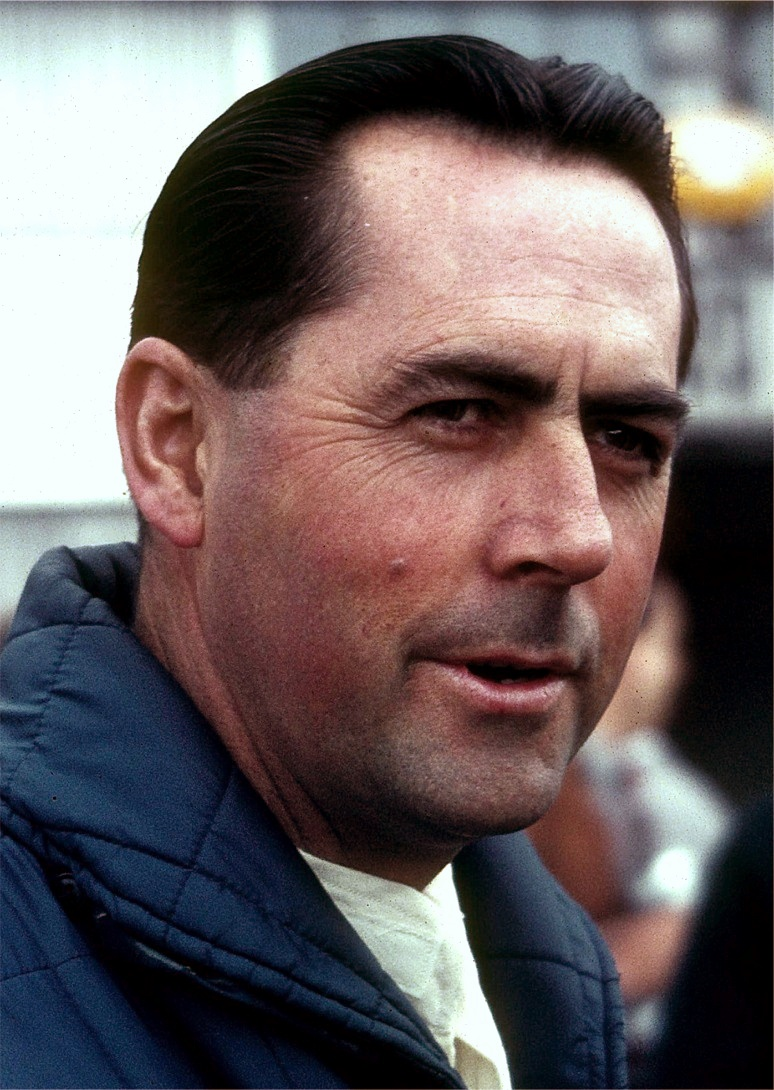
Grâce à une nouvelle culasse, le déficit de puissance du moteur Climax est en partie comblé et Brabham en a tiré la quintessence pour s'octroyer la pole position.

| Pos. | Pilote              | Écurie               | Temps        | Écart    |
| ---- | ------------------- | -------------------- | ------------ | -------- |
| 1    | Jack Brabham        | Cooper-Climax        | 1 min 58 s 0 |          |
| 2    | Roy Salvadori       | Aston Martin         | 1 min 58 s 0 | + 0 s 0  |
| 3    | Harry Schell        | BRM                  | 1 min 59 s 2 | + 1 s 2  |
| 4    | Maurice Trintignant | Cooper-Climax        | 1 min 59 s 2 | + 1 s 2  |
| 5    | Masten Gregory      | Cooper-Climax        | 1 min 59 s 4 | + 1 s 4  |
| 6    | Carroll Shelby      | Aston Martin         | 1 min 59 s 6 | + 1 s 6  |
| 7    | Stirling Moss       | BRM                  | 1 min 59 s 6 | + 1 s 6  |
| 8    | Bruce McLaren       | Cooper-Climax        | 1 min 59 s 6 | + 1 s 6  |
| 9    | Graham Hill         | Lotus-Climax         | 2 min 00 s 0 | + 2 s 0  |
| 10   | Joakim Bonnier      | BRM                  | 2 min 00 s 0 | + 2 s 0  |
| 11   | Ron Flockhart       | BRM                  | 2 min 00 s 2 | + 2 s 2  |
| 12   | Innes Ireland       | Lotus-Climax         | 2 min 02 s 8 | + 4 s 8  |
| 13   | Ian Burgess         | Cooper-Maserati      | 2 min 03 s 0 | + 5 s 0  |
| 14   | Brian Naylor        | JBW-Maserati         | 2 min 03 s 0 | + 5 s 0  |
| 15   | Jack Fairman        | Cooper-Climax        | 2 min 04 s 2 | + 6 s 2  |
| 16   | Chris Bristow       | Cooper-Borgward (F2) | 2 min 04 s 4 | + 6 s 4  |
| 17   | Tony Brooks         | Vanwall              | 2 min 04 s 6 | + 6 s 6  |
| 18   | Ivor Bueb           | Cooper-Borgward (F2) | 2 min 04 s 8 | + 6 s 8  |
| 19   | Hans Herrmann       | Cooper-Maserati      | 2 min 05 s 6 | + 7 s 6  |
| 20   | Fritz d'Orey        | Maserati             | 2 min 05 s 6 | + 7 s 6  |
| 21   | Henry Taylor        | Cooper-Climax (F2)   | 2 min 05 s 6 | + 7 s 6  |
| 22   | David Piper         | Lotus-Climax (F2)    | 2 min 06 s 0 | + 8 s 0  |
| 23   | Peter Ashdown       | Cooper-Climax (F2)   | 2 min 06 s 2 | + 8 s 2  |
| 24   | Mike Taylor         | Cooper-Climax (F2)   | 2 min 07 s 0 | + 9 s 0  |
| 25   | Bill Moss           | Cooper-Climax (F2)   | 2 min 07 s 2 | + 9 s 2  |
| 26   | Mike Parkes         | Fry-Climax (F2)      | 2 min 07 s 6 | + 9 s 6  |
| 27   | Trevor Taylor       | Cooper-Climax (F2)   | 2 min 08 s 2 | + 10 s 2 |
| 28   | Keith Greene        | Cooper-Climax (F2)   | 2 min 09 s 8 | + 11 s 8 |

## Grille de départ du Grand Prix
| 1re ligne | Pos. 1                           |                                 | Pos. 2                              |                             | Pos. 3                         |
|           | Brabham Cooper 1 min 58 s 0      |                                 | Salvadori Aston Martin 1 min 58 s 0 |                             | Schell BRM 1 min 59 s 2        |
| 2e ligne  |                                  | Pos. 4                          |                                     | Pos. 5                      |                                |
|           |                                  | Trintignant Cooper 1 min 59 s 2 |                                     | Gregory Cooper 1 min 59 s 4 |                                |
| 3e ligne  | Pos. 6                           |                                 | Pos. 7                              |                             | Pos. 8                         |
|           | Shelby Aston Martin 1 min 59 s 6 |                                 | Moss BRM 1 min 59 s 6               |                             | McLaren Cooper 1 min 59 s 6    |
| 4e ligne  |                                  | Pos. 9                          |                                     | Pos. 10                     |                                |
|           |                                  | G. Hill Lotus 2 min 00 s 0      |                                     | Bonnier BRM 2 min 00 s 0    |                                |
| 5e ligne  | Pos. 11                          |                                 | Pos. 12                             |                             | Pos. 13                        |
|           | Flockhart BRM 2 min 00 s 2       |                                 | Stacey Lotus 2 min 02 s 8           |                             | Burgess Cooper 2 min 03 s 0    |
| 6e ligne  |                                  | Pos. 14                         |                                     | Pos. 15                     |                                |
|           |                                  | Naylor JBW 2 min 03 s 0         |                                     | Fairman Cooper 2 min 04 s 2 |                                |
| 7e ligne  | Pos. 16                          |                                 | Pos. 17                             |                             | Pos. 18                        |
|           | Bristow Cooper F2 2 min 04 s 4   |                                 | Brooks Vanwall 2 min 04 s 6         |                             | Bueb Cooper F2 2 min 04 s 8    |
| 8e ligne  |                                  | Pos. 19                         |                                     | Pos. 20                     |                                |
|           |                                  | Herrmann Cooper 2 min 05 s 6    |                                     | Orey Maserati 2 min 05 s 6  |                                |
| 9e ligne  | Pos. 21                          |                                 | Pos. 22                             |                             | Pos. 23                        |
|           | H. Taylor Cooper F2 2 min 05 s 6 |                                 | Piper Lotus F2 2 min 06 s 0         |                             | Ashdown Cooper F2 2 min 06 s 2 |
| 10e ligne |                                  |                                 | Pos. 24                             |                             |                                |
|           |                                  |                                 | M. Taylor Cooper F2 2 min 07 s 0    |                             |                                |

- Indisposé le jour de la course, Innes Ireland, qui devait s'élancer de la cinquième ligne, a été remplacé par Alan Stacey, pilote de réserve de l'équipe Lotus[14].

## Déroulement de la course
Le départ de la course a lieu le samedi après-midi, sous un beau soleil. Au volant de sa Cooper, Jack Brabham prend immédiatement l'avantage et vire le premier à Woodcote, devant la BRM d'Harry Schell. Le pilote australien creuse rapidement l'écart sur ses poursuivants et à la fin du premier tour compte déjà deux secondes et demie d’avance sur les BRM de Schell et de Joakim Bonnier. Viennent ensuite les deux Cooper de Masten Gregory et Maurice Trintignant et la BRM privée de Stirling Moss. Ce dernier n'a pas pris un très bon départ mais, au passage suivant, il a passé Trintignant et est revenu dans les roues de Gregory. Personne n'est en mesure de suivre le rythme de Brabham, qui après seulement cinq tours compte déjà plus de onze secondes d'avance sur le peloton des poursuivants, toujours emmené par Schell. Une boucle plus tard, Gregory et Moss ont tous deux passé Bonnier ; une ronde encore, et Moss s'est emparé de la troisième place et s'attaque à Schell. Il va lui falloir deux tours pour doubler le pilote franco-américain et se lancer à l'assaut de Brabham, qui a alors un avantage de près de quinze secondes. Schell ne peut suivre longtemps la cadence de Moss ; il se fait bientôt remonter par Trintignant, qui a coup sur coup dépassé Gregory et Bonnier. Au quinzième tour, alors que Tony Brooks et sa décevante Vanwall ont inauguré la liste des abandons et que Trintignant vient de s'emparer de la troisième place, la marge de Brabham sur Moss s'est stabilisée à quatorze secondes. Cinq rondes plus tard, si l’écart entre les deux hommes de tête n'a pratiquement pas varié, derrière la troisième place est âprement disputée entre Trintignant et Schell, maintenant suivis de près par la Cooper de Bruce McLaren. Le jeune pilote néo-zélandais se mêle bientôt au débat et peu de temps après parvient à passer Schell. Au vingt-quatrième tour, il prend également le meilleur sur Trintignant. Au tiers de la course, les positions commencent à se stabiliser. Brabham a maintenu sa confortable avance sur Moss, tandis que McLaren semble en mesure de défendre sa troisième place devant Trintignant et Schell. Bonnier est légèrement en retrait, suivi par l'Aston Martin de Roy Salvadori qui ne semble pas aussi performante que lors des essais.
Moss tente de hausser le rythme et de menacer Brabham. Au vingt-huitième tour, il porte le record de la piste à plus de 147 km/h de moyenne. Il parvient à grappiller quelques dixièmes au tour, mais l'Australien gère parfaitement la situation : peu après la mi-course, il conserve douze secondes d'avance sur son adversaire direct. Troisième avec un retard de quarante-six-secondes, McLaren a nettement distancé Schell et Trintignant, désormais à plus d'une minute de l'homme de tête, tandis que Bonnier a dû abandonner à cause d'un problème d'accélérateur. Moss continue son forcing et en dix tours parvient à ramener son retard à moins de neuf secondes. Mais il doit alors s'arrêter pour faire remplacer ses pneus arrière, très sollicités. Lorsqu'il ressort de son stand, il est toujours deuxième mais compte désormais cinquante-et-une secondes de retard. Brabham peut alors lever le pied afin de ménager ses pneumatiques, passablement usés eux aussi. Moss en profite pour revenir à une demi-minute mais alors qu'il reste moins de dix tours à accomplir il doit s'arrêter une seconde fois au stand, à court d'essence. Malgré la diligence de ses mécaniciens, Moss repart alors que McLaren vient juste de passer, s'emparant de la deuxième place. Le champion britannique parvient à le repasser peu après, et dès lors les deux hommes vont se livrer à une splendide bataille jusque l'arrivée, établissant tous deux un nouveau record de la piste, Moss sauvant de justesse sa place de dauphin au terme d'une course dominée de bout en bout par Brabham qui termine avec des pneus usés jusqu'à la corde. Avec cette nouvelle victoire, l'Australien conforte nettement sa position en tête du championnat. A plus d'un tour, Schell est sorti vainqueur de son duel avec Trintignant pour la quatrième place, le pilote français ayant été ralenti en seconde partie d'épreuve par des problèmes de boîte de vitesses.

### Classements intermédiaires
Classements intermédiaires des monoplaces aux premier, cinquième, dixième, quinzième, vingtième, vingt-cinquième, trentième, quarantième, cinquantième et soixante-cinquième tours.

### Classement de la course

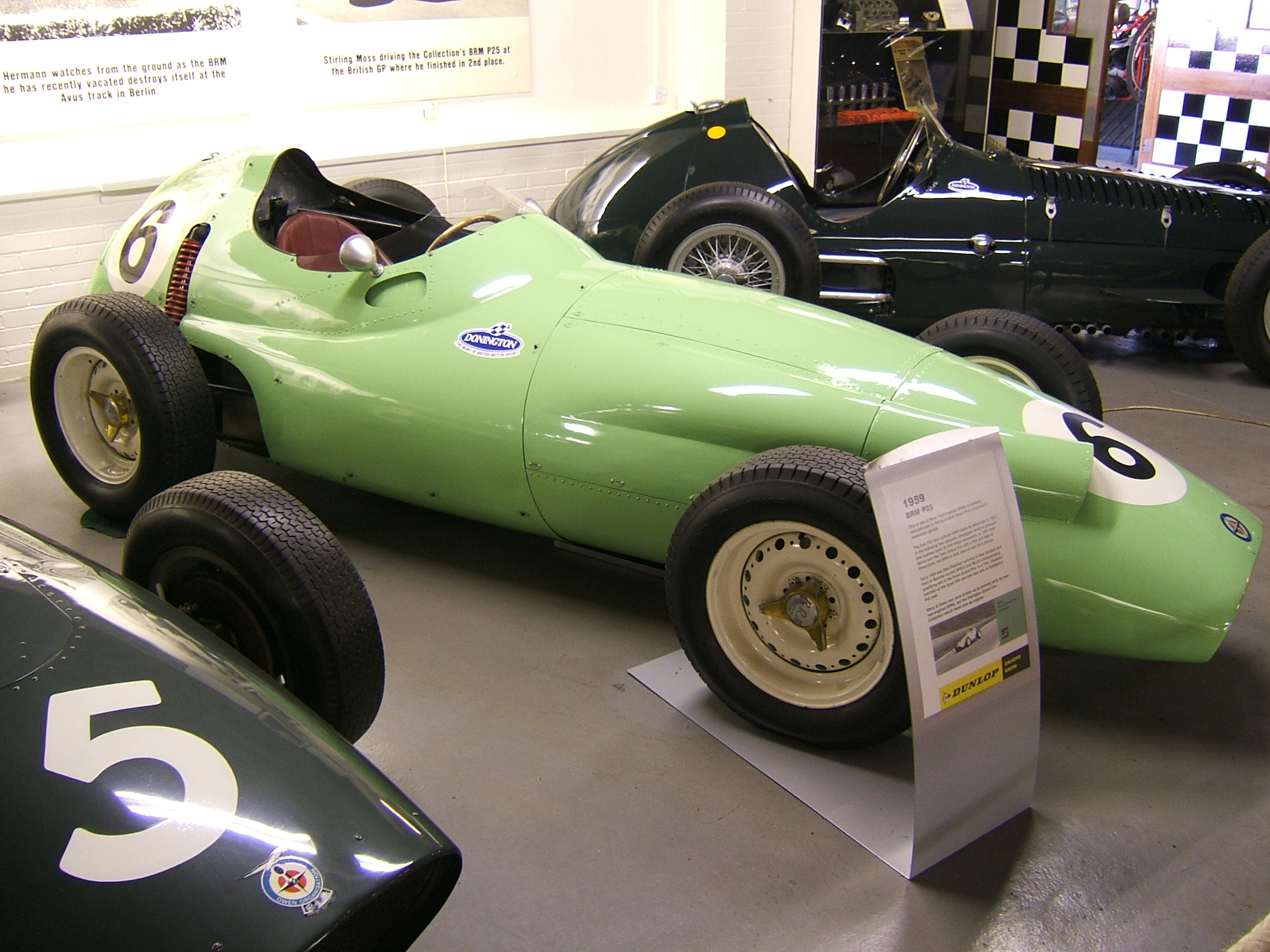
Derrière Brabham, intouchable à Aintree, Moss s'est octroyé de justesse la seconde place sur sa BRM P25.

| Pos  | No | Pilote              | Écurie          | Tours | Temps/Abandon                 | Grille | Points |
| ---- | -- | ------------------- | --------------- | ----- | ----------------------------- | ------ | ------ |
| 1    | 12 | Jack Brabham        | Cooper-Climax   | 75    | 2 h 30 min 11 s 6             | 1      | 8      |
| 2    | 6  | Stirling Moss       | BRM             | 75    | 2 h 30 min 33 s 8 (+ 22 s 2)  | 7      | 6,5    |
| 3    | 16 | Bruce McLaren       | Cooper-Climax   | 75    | 2 h 30 min 34 s 0 (+ 22 s 4)  | 8      | 4,5    |
| 4    | 8  | Harry Schell        | BRM             | 74    | 2 h 30 min 18 s 4 (+ 1 tour)  | 3      | 3      |
| 5    | 18 | Maurice Trintignant | Cooper-Climax   | 74    | 2 h 30 min 56 s 6 (+ 1 tour)  | 4      | 2      |
| 6    | 2  | Roy Salvadori       | Aston Martin    | 74    | 2 h 31 min 14 s 0 (+ 1 tour)  | 2      |        |
| 7    | 14 | Masten Gregory      | Cooper-Climax   | 73    | 2 h 31 min 11 s 4 (+ 2 tours) | 5      |        |
| 8    | 30 | Alan Stacey         | Lotus-Climax    | 71    | 2 h 30 min 53 s 8 (+ 4 tours) | 12     |        |
| 9    | 28 | Graham Hill         | Lotus-Climax    | 70    | 2 h 31 min 14 s 2 (+ 5 tours) | 9      |        |
| 10   | 48 | Chris Bristow       | Cooper-Borgward | 70    | + 5 tours (1er F2)            | 16     |        |
| 11   | 58 | Henry Taylor        | Cooper-Climax   | 69    | + 6 tours (2e F2)             | 21     |        |
| 12   | 52 | Peter Ashdown       | Cooper-Climax   | 69    | + 6 tours (3e F2)             | 23     |        |
| 13   | 46 | Ivor Bueb           | Cooper-Borgward | 69    | + 6 tours (4e F2)             | 18     |        |
| Abd. | 4  | Carroll Shelby      | Aston Martin    | 69    | Allumage                      | 6      |        |
| Abd. | 40 | Fritz d'Orey        | Maserati        | 57    | Accident                      | 20     |        |
| Abd. | 42 | Ron Flockhart       | BRM             | 53    | Sortie de piste               | 11     |        |
| Abd. | 38 | Jack Fairman        | Cooper-Climax   | 39    | Boîte de vitesses             | 15     |        |
| Abd. | 10 | Jo Bonnier          | BRM             | 37    | Freins                        | 10     |        |
| Abd. | 22 | Ian Burgess         | Cooper-Maserati | 31    | Transmission                  | 13     |        |
| Abd. | 24 | Hans Herrmann       | Cooper-Maserati | 21    | Boîte de vitesses             | 19     |        |
| Abd. | 64 | David Piper         | Lotus-Climax    | 19    | Surchauffe moteur             | 22     |        |
| Abd. | 36 | Brian Naylor        | JBW-Maserati    | 18    | Transmission                  | 14     |        |
| Abd. | 50 | Mike Taylor         | Cooper-Climax   | 17    | Transmission                  | 24     |        |
| Abd. | 20 | Tony Brooks         | Vanwall         | 13    | Allumage                      | 17     |        |
| Nq.  | 54 | Keith Greene        | Cooper-Climax   |       | Non qualifié                  |        |        |
| Nq.  | 56 | Bill Moss           | Cooper-Climax   |       | Non qualifié                  |        |        |
| Nq.  | 60 | Mike Parkes         | Fry-Climax      |       | Non qualifié                  |        |        |
| Nq.  | 62 | Dennis Taylor       | Lotus-Climax    |       | Non qualifié                  |        |        |
| Nq.  | 44 | Trevor Taylor       | Cooper-Climax   |       | Non qualifié                  |        |        |
| Nq.  | 66 | Tim Parnell         | Cooper-Climax   |       | Non qualifié                  |        |        |

Légende:
- Abd.= Abandon

### Pole position et record du tour
- Pole position :  Jack Brabham en 1 min 58 s 0 (vitesse moyenne : 147,295 km/h). Temps réalisé lors de la séance d'essais du vendredi 17 juillet, et égalé par Roy Salvadori[14].
- Meilleur tour en course :  Stirling Moss et  Bruce McLaren en 1 min 57 s 0, respectivement aux soixante-neuvième et soixante-quinzième tours (vitesse moyenne : 148,554 km/h).

### Tours en tête
- Jack Brabham : 75 tours (1-75)

## Classement général à l'issue de la course
- Attribution des points : 8, 6, 4, 3, 2 respectivement aux cinq premiers de chaque épreuve et 1 point supplémentaire pour le pilote ayant accompli le meilleur tour en course (signalé par un astérisque). Le point du record du tour est partagé entre Stirling Moss et Bruce McLaren au Grand Prix de Grande-Bretagne.
- Pour la coupe des constructeurs, même barème mais seule la voiture la mieux classée de chaque équipe inscrit des points. Le point du meilleur tour en course n'est pas comptabilisé. Les 500 miles d'Indianapolis ne sont pas pris en compte pour cette coupe, la course n'étant pas ouverte aux monoplaces de formule 1.
- Le règlement permet aux pilotes de se relayer sur une même voiture, les points éventuellement acquis étant alors perdus pour pilotes et constructeur[14].

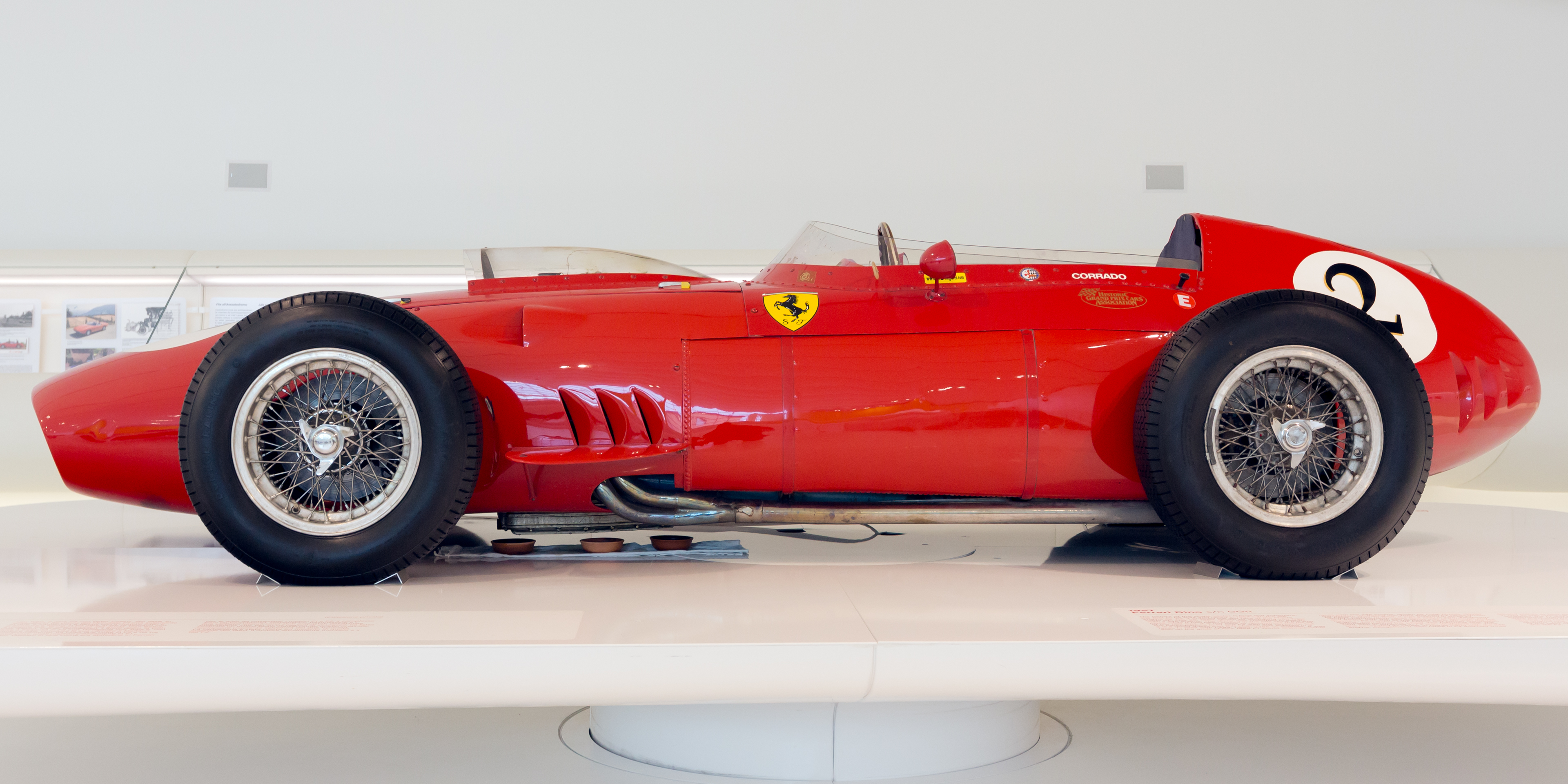
Le forfait des Ferrari à Aintree compromet les chances de titre mondial pour Tony Brooks : ce dernier compte désormais treize points de retard sur Brabham.

| Pos. | Pilote              | Écurie       | Points | MON | 500 | NL | FRA | GBR  | ALL | POR | ITA | USA |
| ---- | ------------------- | ------------ | ------ | --- | --- | -- | --- | ---- | --- | --- | --- | --- |
| 1    | Jack Brabham        | Cooper       | 27     | 9*  | -   | 6  | 4   | 8    |     |     |     |     |
| 2    | Tony Brooks         | Ferrari      | 14     | 6   | -   | -  | 8   | -    |     |     |     |     |
| 3    | Phil Hill           | Ferrari      | 9      | 3   | -   | -  | 6   | -    |     |     |     |     |
| 4    | Stirling Moss       | Cooper & BRM | 8,5    | -   | -   | 1* | 1*  | 6,5* |     |     |     |     |
|      | Bruce McLaren       | Cooper       | 8,5    | 2   | -   | -  | 2   | 4,5* |     |     |     |     |
| 6    | Rodger Ward         | Watson       | 8      | -   | 8   | -  | -   | -    |     |     |     |     |
|      | Joakim Bonnier      | BRM          | 8      | -   | -   | 8  | -   | -    |     |     |     |     |
| 8    | Jim Rathmann        | Watson       | 6      | -   | 6   | -  | -   | -    |     |     |     |     |
|      | Maurice Trintignant | Cooper       | 6      | 4   | -   | -  | -   | 2    |     |     |     |     |
| 10   | Johnny Thomson      | Lesovsky     | 5      | -   | 5*  | -  | -   | -    |     |     |     |     |
| 11   | Masten Gregory      | Cooper       | 4      | -   | -   | 4  | -   |      |     |     |     |     |
| 12   | Tony Bettenhausen   | Epperly      | 3      | -   | 3   | -  | -   | -    |     |     |     |     |
|      | Innes Ireland       | Lotus        | 3      | -   | -   | 3  | -   | -    |     |     |     |     |
|      | Olivier Gendebien   | Ferrari      | 3      | -   | -   | -  | 3   | -    |     |     |     |     |
|      | Harry Schell        | BRM          | 3      | -   | -   | -  | -   | 3    |     |     |     |     |
| 16   | Paul Goldsmith      | Epperly      | 2      | -   | 2   | -  | -   | -    |     |     |     |     |
|      | Jean Behra          | Ferrari      | 2      | -   | -   | 2  | -   | -    |     |     |     |     |

| Pos. | Écurie        | Points | MON | 500 | NL | FRA | GBR | ALL | POR | ITA | USA |
| ---- | ------------- | ------ | --- | --- | -- | --- | --- | --- | --- | --- | --- |
| 1    | Cooper-Climax | 26     | 8   | -   | 6  | 4   | 8   |     |     |     |     |
| 2    | Ferrari       | 16     | 6   | -   | 2  | 8   | -   |     |     |     |     |
| 3    | BRM           | 14     | -   | -   | 8  | -   | 6   |     |     |     |     |
| 4    | Lotus-Climax  | 3      | -   | -   | 3  | -   | -   |     |     |     |     |

## À noter
- 2e victoire en championnat du monde pour Jack Brabham.
- 4e victoire en championnat du monde pour Cooper en tant que constructeur.
- 4e victoire en championnat du monde pour Climax en tant que motoriste.
- En lutte pour le titre mondial, Tony Brooks s'aligne alors au volant d'une Vanwall pour défendre ses chances car la Scuderia Ferrari, officiellement bloquée par des mouvements syndicaux en Italie, n'a pu faire le déplacement au GP de Grande-Bretagne.